# 高雄市私立中山高級工商職業進修學校
高雄市私立中山高級工商職業進修學校（英文：Chung Shan Industrial & Commercial School，縮寫：CSIC）簡稱中山工商進修學校或者中山工商夜校，位於中華民國台灣高雄市大寮區，為中山工商附設之進修學校。

## 歷史
其前身為中山中學，創立於1957年9月21日。當時董事為緬懷國父而將其校名取為中山，經過省教育廳核准立案，正式招收高、初中學生，首任董事長吳建亞先生，校長李浩仁先生，首屆畢業生高中部58人，初中部510人。
1968年9月11日，因應國民教育，國小免試入學及省辦高中，因而停招初中部。後董事會經數度人事更迭，至荒廢管教，學生人數驟減至只剩47人。
1974年7月26日董事會第四度改組，聘請蔡華山先生為校長，陳國清先生擔任副校長。當時社會型態轉變，發展技職教育逐為趨勢，隔年6月23日奉省教育廳核准改制為私立中山高級工商職業學校，初設化工、機工、綜合商業等三科，提供更多工商建設之技術人力。
1976年由原副校長陳國清先生接任校長，直到現今。
1987年增設延教班，後于1994年經省教育廳核准立案，創立中山高級工商職業進修學校，以供早期因戰亂、生活困頓以致失學或輟學的人民在工作之餘來繼續就學。

## 科別
- 日間部

汽車修護科
資料處理科

餐飲管理科

美容美髮科
機電科
- 夜間部

汽車修護科
餐飲技術科

## 外部連結
- 高雄市私立中山高級工商職業學校網站
- 中山工商進修學校首頁[永久]
- 教育部—中山學校財團法人高雄市中山高級工商職業學校附屬進修學校[]
- 中山工商FB粉絲專頁 （页面存档备份，存于）

22°36′02.00″N 120°23′36.00″E / 22.6005556°N 120.3933333°E